# 光州松汀駅
光州松汀駅（クァンジュソンジョンえき）は、大韓民国光州広域市光山区にある韓国鉄道公社（KORAIL）の駅である。

## 利用可能な路線
- 韓国鉄道公社
  - 韓国高速鉄道 (KTX)
    - 湖南高速線 - 当駅から南方へ0.7kmの地点で湖南線に合流し、以南は在来線の湖南線を走行する。なお、2期区間（計画中）は湖南線古幕院駅付近で分岐する予定である。

  - 湖南線
  - 慶全線
  - 光州線 - 正式な起点は東松汀信号場だが、全列車が当駅まで直通する。

## 歴史
- 1913年10月1日 - 松汀里駅として開業[1]。
- 1988年9月18日 - 駅舎が新築竣工。
- 2004年4月1日 - KTX開業により高速鉄道運行開始（当駅周辺は在来路線の走行）。
- 2008年4月11日 - 光州交通公社1号線が開業。
- 2009年4月1日 - 光州松汀駅に改称。
- 2015年4月2日 - 湖南高速線1期区間の五松 - 光州松汀間が開業し、KTXの当駅より北の区間は高速新線に切り替え。

## 駅構造
- 島式ホーム5面10線の地上駅。3 - 8番線が一般列車、9 - 12番線がKTXのホームである。このほか、外側に側線が上下2線ずつ（1・2・13・14番線）ある。

| のりば | 路線               | 種別                       | 行先                               |
| ------ | ------------------ | -------------------------- | ---------------------------------- |
| 3・4   | 慶全線（上り）     | ムグンファ号・南道海洋列車 | 順天・釜田・光州方面               |
| 5・6   | 湖南線（下り）     | ITX-セマウル・ムグンファ号 | 羅州・咸平・木浦方面               |
| 7・8   | 湖南線（上り）     | ITX-セマウル・ムグンファ号 | 益山・西大田・龍山方面             |
| 9・10  | 湖南線（下り）     | KTX・SRT                   | 羅州・木浦方面                     |
| 11・12 | 湖南高速線（上り） | KTX・SRT                   | 益山・龍山・ソウル・水西・幸信方面 |

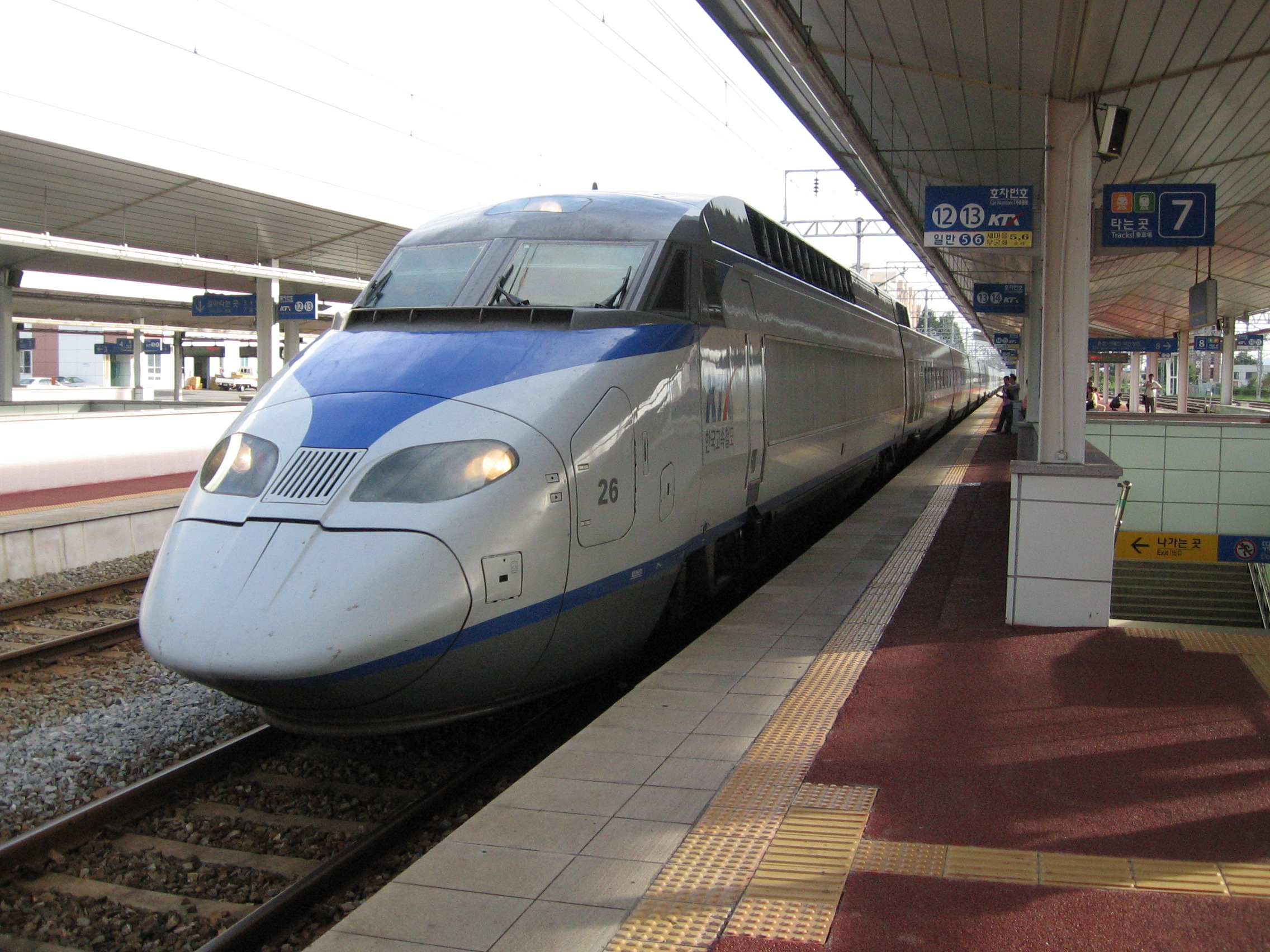
停車中のKTX
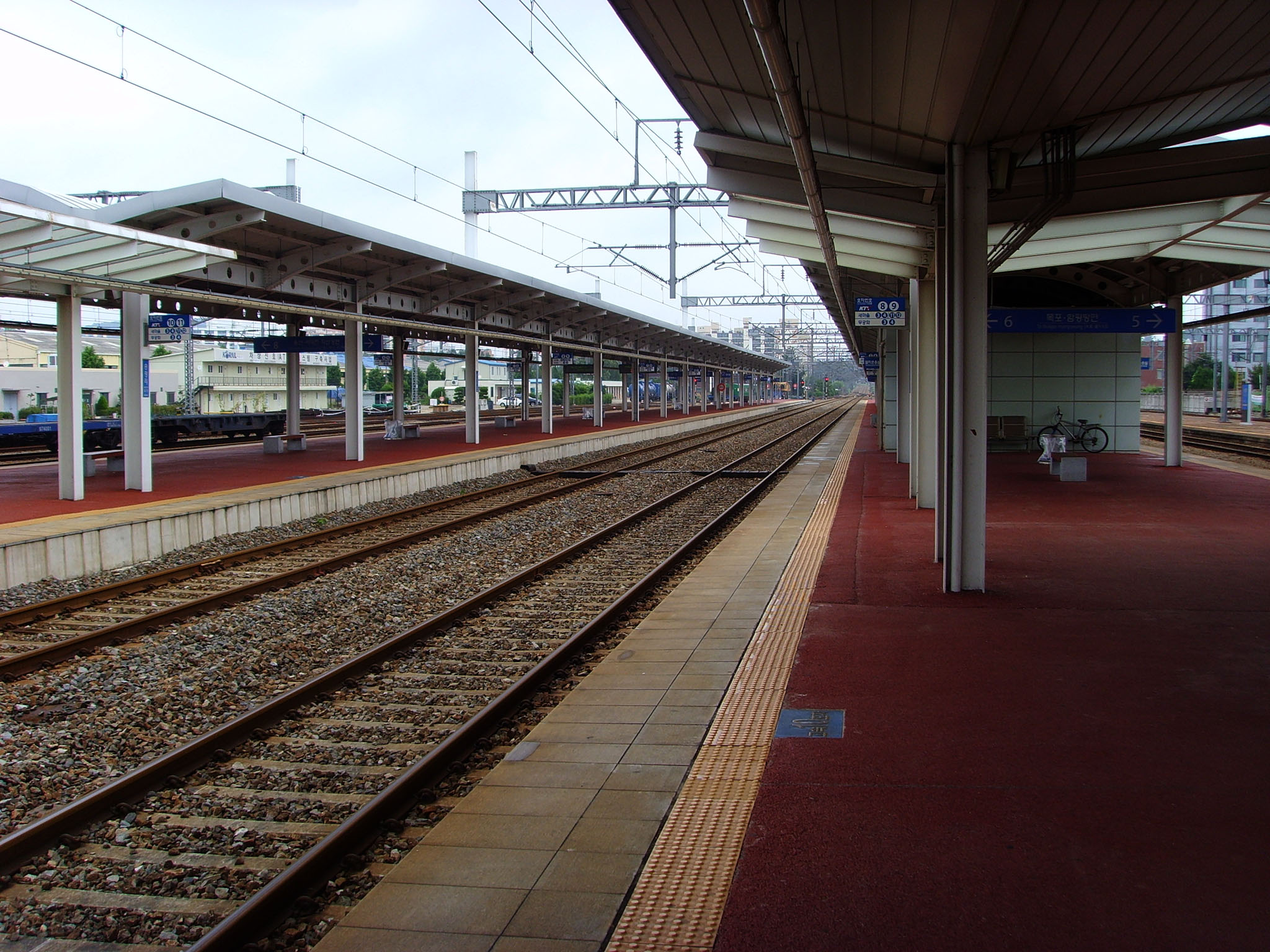
西大田・益山行きホーム
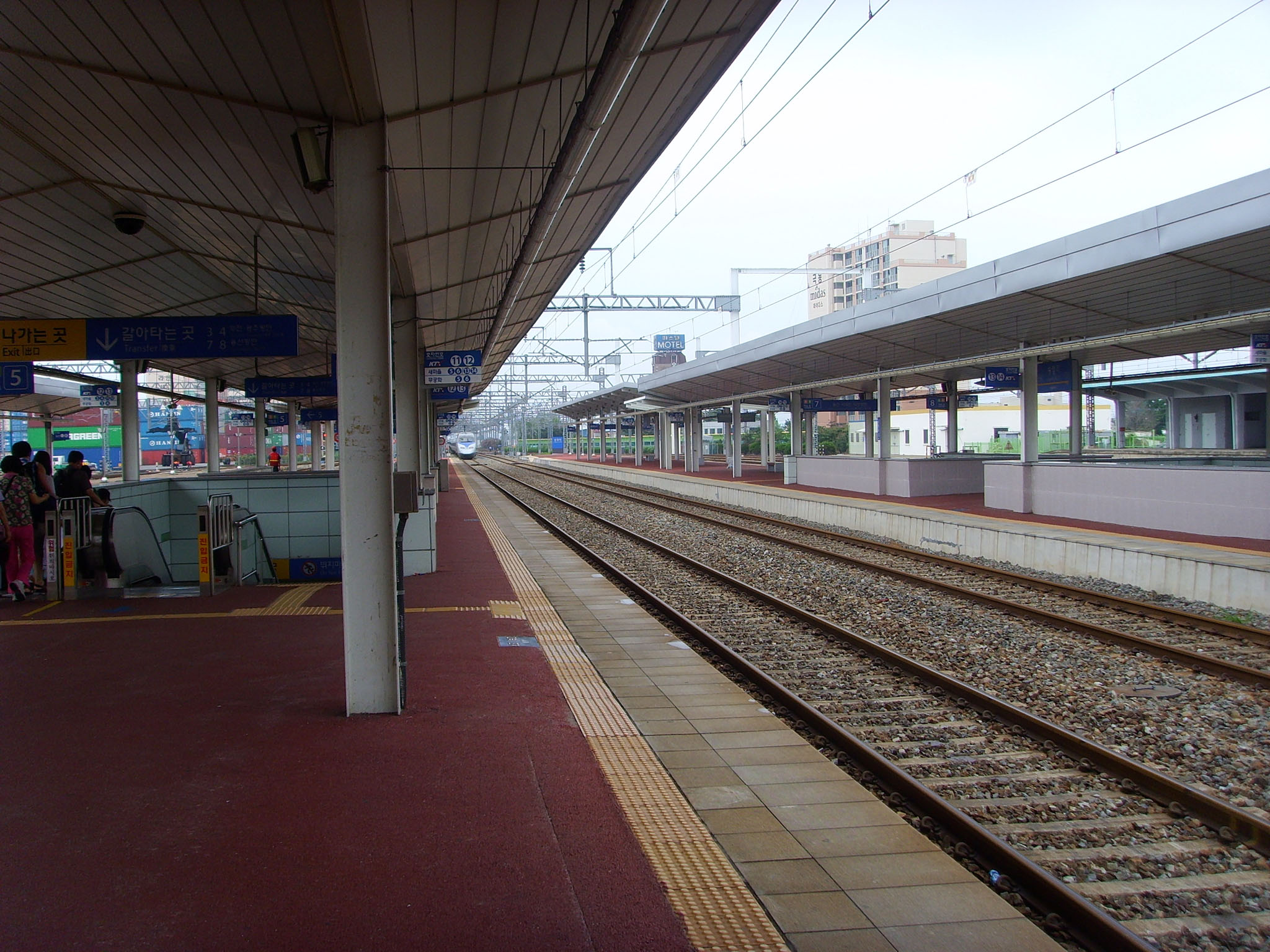
羅州・木浦行きホーム

## 駅周辺
- 光山区庁
- 光山区保健所
- 松汀2洞行政福祉センター
- 松汀中学校

## 隣の駅
韓国鉄道公社
湖南高速鉄道
KTX
井邑駅 - 光州松汀駅 - 羅州駅
湖南線
ITX-セマウル・ムグンファ号
長城駅 - 林谷駅* - 河南駅* -(北松汀信号所) - 光州松汀駅 - 老安駅* - 羅州駅
- 林谷駅・河南駅・老安駅は全列車が通過する。

慶全線
西光州駅 - (東松汀信号場) - (北松汀信号所) - 光州松汀駅